# Garten des zusammenfließenden Wassers

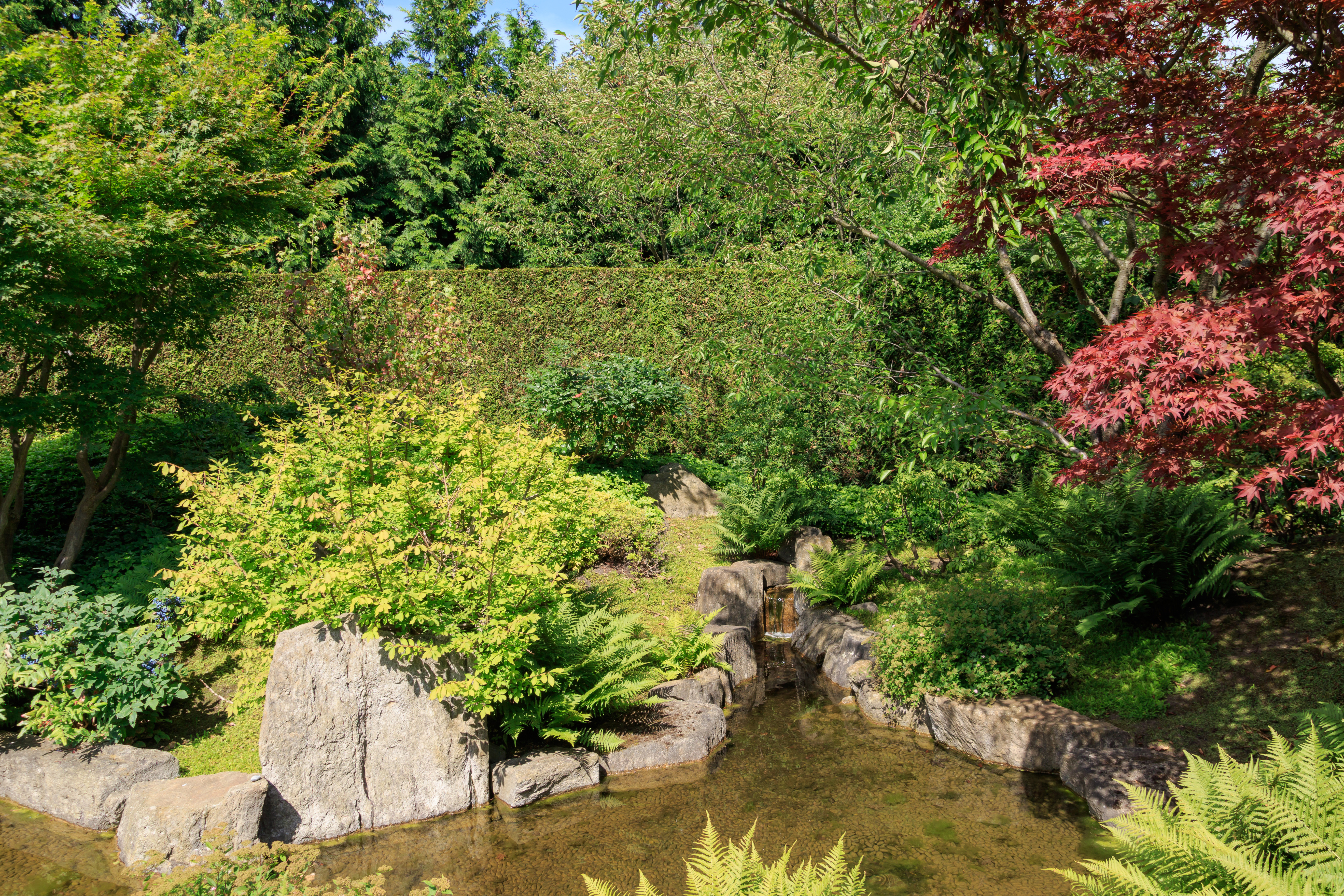
Japanischer Garten in den Gärten der Welt

Der Garten des zusammenfließenden Wassers (japanisch: 融水苑, Yūsuien) ist ein japanischer Garten und befindet sich als Teil der Gärten der Welt im Ortsteil Berlin-Marzahn.
Der Garten wurde 2003 feierlich eröffnet. Er entstand als Projekt im Rahmen der Städtepartnerschaft zwischen Berlin und Tokio. Der Gartendesigner, Professor und Zen-Priester Shunmyō Masuno (枡野 俊明, Masuno Shunmyō) plante seit 2001 den Garten (Yū Sui En) und den Pavillon (Nyo Sui Tei), die gemeinsam eine in sich geschlossene Gesamtanlage bilden. Wie zusammenfließendes Wasser soll der Besucher in der Verschmelzung der Elemente Harmonie finden. Japanische Gärten versuchen die Fülle und Schönheit der Natur in einem Garten zu vereinen und zu visualisieren. Die Gärten sind Orte des Schweigens und des Schauens und bilden eine Art Freiluftkirche.
Der Garten gliedert sich in drei Teile, die Geschichte, Gegenwart und Zukunft symbolisieren. Das Wasser ist das Leitmotiv der Gärten. Die Quelle bildet ein Wasserfall, von dem aus das Wasser durch einen Rasen fließt. Dieser Wasserlauf symbolisiert den Lauf der deutschen Geschichte, bevor der Bach in einen kleinen Teich mündet, der die Gegenwart widerspiegelt. Daneben steht ein Pavillon als Ausdruck der Gegenwart, aus dem man auf einen Steingarten blicken kann, der als Zen-Meditationsgarten angelegt ist und für die Zukunft steht. Er ist der Hauptgarten des japanischen Gartens und wurde im Stil eines Trockengartens (Kare-san-sui) errichtet. Der Kies wird jeden Tag frisch geharkt.
Die Berliner Senatsverwaltung für Wirtschaft, Arbeit und Frauen hat die rund zwei Millionen Euro teure Gesamtanlage zu 80 Prozent aus Mitteln der Gemeinschaftsaufgabe des Bundes und der Länder zur Verbesserung der regionalen Wirtschaftsstruktur gefördert. Die Europäische Union hat das Projekt aus dem Europäischen Fonds für regionale Entwicklung (EFRE) kofinanziert.
Die Errichtung des Pavillons im Garten wurde vom Japan World Exposition Commemorative Fund (JEC) mit 170.000 Euro unterstützt. Der Tokioter Rentner Masahiko Asada spendete 30.000 Euro für das hölzerne Eingangstor und aus japanischen Privatspenden der Aktion Sakura-Campaign konnten im Garten rund 80 japanische Zierkirschen gepflanzt werden, deren Blüte im Frühjahr ein prächtiges Schauspiel ist.